# Croton macrostachyus
Croton macrostachyus là một loài thực vật có hoa trong họ Đại kích. Loài này được Hochst. ex Delile mô tả khoa học đầu tiên năm 1848.